# La Mañana (Jaén)
La Mañana fue un periódico español publicado en la ciudad de Jaén entre 1932 y 1937.

## Historia
Fundado en abril de 1932, surgió como un órgano de los sectores agraristas de la provincia de Jaén. Entre sus fundadores se encontraban los diputados agrarios León Álvarez Lara —que llegaría a ser director general de Agricultura— y José Blanco Rodríguez. Durante su existencia hubo momentos en que el diario apoyó abiertamente a la coalición conservadora CEDA, y llegaría a ser el periódico provincial más importante de la época. Tras el estallido de la Guerra civil fue incautado y pasó a ser un  diario del Frente Popular en Jaén. Controlado por las organizaciones de izquierdas —especialmente el PSOE—, continuó publicándose hasta el segundo semestre de 1937, fecha en que dejó de editarse.